# Johann Sebastian Bach
Johann Sebastian Bach (Eisenach, 31. ožujka 1685. – Leipzig, 28. srpnja 1750.) bio je njemački skladatelj i orguljaš baroknog razdoblja.
Općenito ga se smatra jednim od najvećih skladatelja svih vremena. Njegova se djela odlikuju intelektualnom dubinom, tehničkom zahtjevnošću i umjetničkom ljepotom. Bila su nadahnuće gotovo svim skladateljima europske tradicije, od Wolfganga Amadeusa Mozarta do Arnolda Schönberga. 
Među djela J. S. Bacha spadaju Brandenburški koncerti, Dobro ugođeni klavir, Varijacije Goldberg, Engleske suite, Francuske suite, Partite, Misa u h-molu, Muka po Mateju, Glazbena žrtva, Umjetnost fuge, Sonate i partite za violinu solo, Suite za violončelo, više od 200 kantata i isto toliko djela za orgulje.

## Životopis
Johann Sebastian Bach rođen je u tirinškom gradu Eisenachu, u današnjoj Njemačkoj. Bio je najmlađe dijete Johanna Ambrosiusa Bacha, orguljaša crkve sv. Jurja i direktora gradskog orkestra, i Marije Elisabethe Lämmerhirt Bach, kćeri uglednoga gradskog krznara. U rodnom gradu pohađa gimnaziju. Prvu poduku iz sviranja violine i čembala vjerojatno je primio od oca, a u skladanje ga je možda uputio stric Johann Christoph.
Majka mu umire 1694. godine, a otac 1695. godine., samo devet mjeseci poslije. Ostavši bez roditelja u desetoj godini života, preselio se k starijem bratu, Johannu Christophu Bachu (1671. – 1721.), orguljašu u obližnjem Ohrdrufu. Tamo je prepisivao, proučavao i izvodio bratova i druga glazbena djela i nesumnjivo od brata dobivao korisnu poduku u sviranju čembala i orgulja. Ujedno pohađa i šestogodišnji licej, gdje mu je, kao pjevaču u studentskom zboru, osiguran besplatan smještaj (bratov dom bio je pretijesan). Česti popravci orgulja u Ohrdrufu pružili su mladom glazbeniku jedinstveno iskustvo u poznavanju tog instrumenta, a često je odlazio i na duža putovanja kako bi mogao čuti znamenite njemačke orguljaše.
Godine 1700. odlazi u Lüneburg, gdje pjeva u crkvenom zboru samostana sv. Mihaela. U sklopu samostana djeluje licej koji Bachu pruža velike obrazovne mogućnosti. Samostan posjeduje i veliku glazbenu biblioteku, a Bach, pored izučavanja bogatoga notnog materijala, često putuje u Hamburg kako bi usavršio svoju orguljsku tehniku.

### Arnstadt i Mühlhausen
Po završenom školovanju, 1703. godine odlazi u Arnstadt gdje ocjenjuje nove crkvene orgulje, a zatim prihvaća i posao orguljaša. Osim orguljanja, kao kantorovu zamjeniku nameće mu se i dužnost uvježbavanja zbora, čime nije bio zadovoljan zbog nesposobnih i loše obučenih pjevača. Uzrok njegovu nezadovoljstvu bio je možda i njegov večernji mačevalački sukob s vlastitim učenikom Geyersbachom. Jednom je prilikom na orguljski emporij kao zamjenu nesposobnim pjevačima doveo neku mladu gospođicu, što je za tadašnje vrijeme bilo poprilično neuobičajeno (izvedba liturgijske glazbe tad je većinom povjeravana dječacima i muškarcima). Moguće je da se radilo o Mariji Barbari Bach, njegovoj rođakinji i budućoj ženi.
Tijekom svog profesionalnog djelovanja u Arnstadtu često dolazi u sukob s crkvenim odborom Nove crkve. Godine 1706. su ga ukorili zbog predugog izostanka s dužnosti. Iako mu je bio dan otpust na 4 tjedna, on se u Lübecku zadržao gotovo 4 mjeseca kako bi učio od slavnoga Dietricha Buxtehudea, tamošnjega crkvenog orguljaša. Članovi crkvenog odbora također su mu zamjerili predugo i presloženo sviranje; očekivali su da tijekom misa izvodi kraće i lakše slušljive preludije i koralne skladbe. Nakon opomene otišao je u drugu krajnost i drastično pojednostavio svoje skladbe namijenjene liturgijskom izvođenju.
Godine 1707. odlazi iz Arnstadta i prihvaća posao orguljaša u Mühlhausenu. Kao već vrstan i priznat poznavatelj orgulja predlaže preradbu orgulja u crkvi sv. Blaža. Samo nekoliko dana nakon prihvaćanja nove dužnosti, vjenčao se sa svojom drugom rođakinjom Marijom Barbarom Bach, kćeri Johanna Michaela Bacha, orguljaša i gradskog notara u Gehlenu kaj Arnstadta. Nakon samo godine dana u Mühlhausenu, 1708. godine, napušta i taj posao, vjerojatno zbog nedostatnih novčanih primanja i loših uvjeta za glazbeno stvaralaštvo i izvođenje, a po nekima, prvenstveno zbog previranja raznih teoloških strujanja koja su tada potresala Mühlhausen (sukob ortodoksije i pijetizma).

### Weimar
Od 1708. godine Bach djeluje u kapeli vojvodskoga dvora u Weimaru, najprije kao orguljaš, čembalist, član orkestra, skladatelj, a od 1714. godine i kao koncertni majstor. U ovom razdoblju nastaju djela kontrapunktalne glazbe, od kojih je najpoznatiji Dobro ugođeni klavir, djelo koje se sastoji od 48 preludija i fuga, po dva za svaki dur i mol. Osim monumentalnosti samih skladba, po prvi put su na ovaj način upotrijebljeni svi glazbeni tonaliteti, a djelo je, kako sam naslov kaže, bilo izvedivo isključivo na precizno podešenom instrumentu. Također u Weimaru nastaje i Orgelbüchlein - mala knjiga skladbi za orgulje, uglavnom tradicionalnih luteranskih himana, koje je Bach harmonizirao i priredio na način da budu od koristi za učenike.
Novu službu Bach je preuzeo 1717. godine kada prelazi u Cöthen, gdje također vodi dvorsku kapelu princa Leopolda od Anhalt-Cöthena, koji je i sam bio glazbenik. Većina skladbi iz ovog razdoblja svjetovne su prirode (Brandenburški koncerti, suite za čelo, sonate i partite za violinu, te orkestralne suite), s obzirom na to da je princ bio kalvinist, te se u službama nije koristilo glazbe u jednakoj mjeri kao u luteranskim crkvama.
Godine 1723. Bach prelazi u Leipzig, gdje je imenovan kantorom u luteranskoj crkvi sv. Tome i gradskim glazbenim direktorom. Na tim je službama ostao do kraja života. Uz poučavanje učenika, imao je zadaću svakog tjedna skladati kantatu, koja bi se izvodila nedjeljom i bila vezana uz biblijska čitanja. Za veće blagdane, kao Božić, Veliki petak ili Uskrs, skladana su značajnija djela, kao npr. Magnificat za Božić, Muka po Mateju za Veliki petak itd. Ove su skladbe često zahtijevale sudjelovanje svih glazbenika u gradu. Opseg i značaj Bachovih sakralnih skladbi donio mu je naslov petog evanđelista u Njemačkoj. Najviše je svirao na čembalu i orguljama.

## Obitelj
Bach je 1707. godine oženio svoju drugu rođakinju, Mariju Barbaru Bach, s kojom je imao 7 djece, od čega je 4 doživjelo odraslu dob. Marija Barbara je umrla iznenada, 1720. godine.
Za boravka u Cöthenu (1721.) Bach se vjenčao s mladom sopranisticom Annom Magdalenom Wilcke. Unatoč dobnoj razlici (Anna je bila mlađa od njega 17 godina), imali su sretan brak, s 13 djece. Tijekom života je imao ukupno 20 djece.
Sva Bachova djeca bila su glazbeno nadarena, a neki su postali i istaknuti glazbenici, od kojih su najpoznatiji Carl Philipp Emanuel Bach, Johann Christian Bach te Wilhelm Friedemann Bach.
Tijekom boravka u Leipzigu, Bach je imao dobre odnose s profesorima tamošnjeg sveučilišta, koji su pisali tekstove za kantate ili bili kumovi njegovoj djeci. Također je bio u kontaktu s mnogim glazbenicima iz cijele Njemačke. Često ga je posjećivao Georg Philipp Telemann, koji je bio kum C. P. E. Bacha, i vjerojatno su se i često dopisivali. Međutim, Bach i Georg Friedrich Händel, koji su rođeni iste godine, nikada se nisu sreli.

## Kasniji život
S obzirom na to da je tijekom 1720-ih skladajući kantate prikupio opsežan repertoar sakralne glazbe, Bach se kasnije mogao posvetiti i svjetovnoj glazbi, i vokalnoj, i instrumentalnoj. Među tim djelima je Clavier-Übung - vježba za klavir, koja sadrži 6 partita, Talijanski koncert, Francusku uvertiru i Goldberg varijacije.
Istodobno je nastala i Misa u h-molu (nikad nije izvedena za Bachova života) koju mnogi od 19. stoljeća smatraju ne samo najvećim Bachovim djelom, nego možda i najvećim uglazbljenjem mise uopće. Glazbeni urednik iz 19. stoljeća Hans Georg Nägeli, prozvao ju je "najvećim glazbenim djelom svih vremena i svih ljudi".
Tijekom susreta s kraljem Friedrichom II. Pruskim u Potsdamu, kralj je zadao temu koja je Bachu trebala poslužiti kao temelj za šesteroglasnu fugu. Rezultat je bila Musikalische Opfer koja je sadržavala niz fuga i kanona na zadanu 'kraljevsku temu'. Bach je kasnije skladao i 14 fuga (kontrapunkta) na vlastitu temu. Ove skladbe, poznate kao Die Kunst der Fuge - Umjetnost fuge, sadrže neke od najsloženijih fuga ikad napisanih, i općenito se smatraju najznačajnijim kontrapunktalnim djelom ikada napisanim.
Krajem 1749. godine oslijepio je i njegove posljednje skladbe bilježio je, po Bachovom diktatu, njegov učenik Johann Christoph Altnikol.
Bachov doprinos glazbi, ili kako je njegov učenik Lorenz Christoph Mizler rekao "glazbena znanost", često se uspoređuju s genijima Williama Shakespearea u književnosti i Isaaca Newtona u fizici.
Umro je u Leipzigu 28. srpnja 1750. godine. Pokopan je u Crkvi sv. Tome u Leipzigu.

## BWV sustav
Bachove su skladbe organizirane po BWV brojevima, gdje BWV označava Bach-Werke-Verzeichnis - Katalog Bachovih djela. Taj je katalog 1950. godine sastavio Wolfgang Schmieder, pri čemu se služio izdanjem 'Bachove asocijacije' (Bach-Gesellschaft-Ausgabe), sveobuhvatnim izdanjem kompozitorovih djela priređenim između 1850. i 1905. godine. Taj se sustav katkad zove i Schmiederovim, a staromodni način obilježavanja koristi S iz njegovog inicijala umjesto BWV.
Taj je katalog organiziran tematski, a ne kronološki:
- BWV 1-222: kantate,
- BWV 225-248: velika zborska djela,
- BWV 250-524: zborska djela i svjetovne pjesme,
- BWV 525-748: orguljaška djela,
- BWV 772-994: druga klavirska djela,
- BWV 995-1000: djela za lutnju,
- BWV 1001-1040: djela komorne glazbe,
- BWV 1040-1071: orkestralna glazba,
- BWV 1072-1126: kanoni i fuge.

## Vanjske poveznice
- Davorin Kempf, Johann Sebastian Bach. Veličanstveni polifoničar. U povodu 250. obljetnice smrti  Arhivirana inačica izvorne stranice od 19. siječnja 2021. (Wayback Machine), Vijenac, br. 167, 27. srpnja 2000.
- Žanina Bilić, Johann Sebastian Bach  Arhivirana inačica izvorne stranice od 25. srpnja 2020. (Wayback Machine), povijest.net, 28. prosinca 2006.
- BWV katalog (download), bachcentral.com (engl.)
- All of Bach: a project by the Netherlands Bach Society[neaktivna poveznica] (engl.): 
  - Mass in B minor
  - St Matthew Passion
  - 'Brandenburg' Concerto No. 3 in G major